# Tiago Pavan
Tiago Pavan é um produtor brasileiro de documentários e empresário brasileiro. Nascido em São Paulo, se destaca como um dos poucos produtores brasileiros a concorrer ao Oscar. Produziu os filmes Olmo e a Gaivota (2015) e Democracia em Vertigem (2019), tendo esse último sido indicado ao Oscar de melhor documentário.

## Filmografia
- 2012 — Elena (longa-metragem)

Prêmios de Melhor Documentário pelo Júri Popular, Melhor Direção, Montagem e Direção de Arte no Festival de Brasília do Cinema Brasileiro.
Exibido no Festival Internacional de Documentários de Amsterdã (IDFA) e no Festival Internacional de Cinema de Guadalajara
- 2014 — Olmo e a Gaivota (longa-metragem)[4]

Prêmio de Melhor Documentário no Festival do Rio
Prêmio Nordic:DOX no CPH:DOX
Prêmio Jovem do Júri no Festival de Locarno
- 2019 — Democracia em Vertigem (longa-metragem)

Seleção oficial do Festival Sundance, no CPH:Dox e no True/False Film Festival, em Columbia (Missouri)